# GM대우 마티즈
GM대우 마티즈(GM Daewoo Matiz)는 대우자동차가 출시하였던 경차이다. 2000년 9월에 티코가 단종된 것을 시작으로 2002년 12월에 현대 아토스, 2003년 12월에 기아 비스토까지 단종되어 기아 모닝이 2008년 1월에 경차로 편입되기 전까지 한동안 대한민국에서 유일한 경차였다.

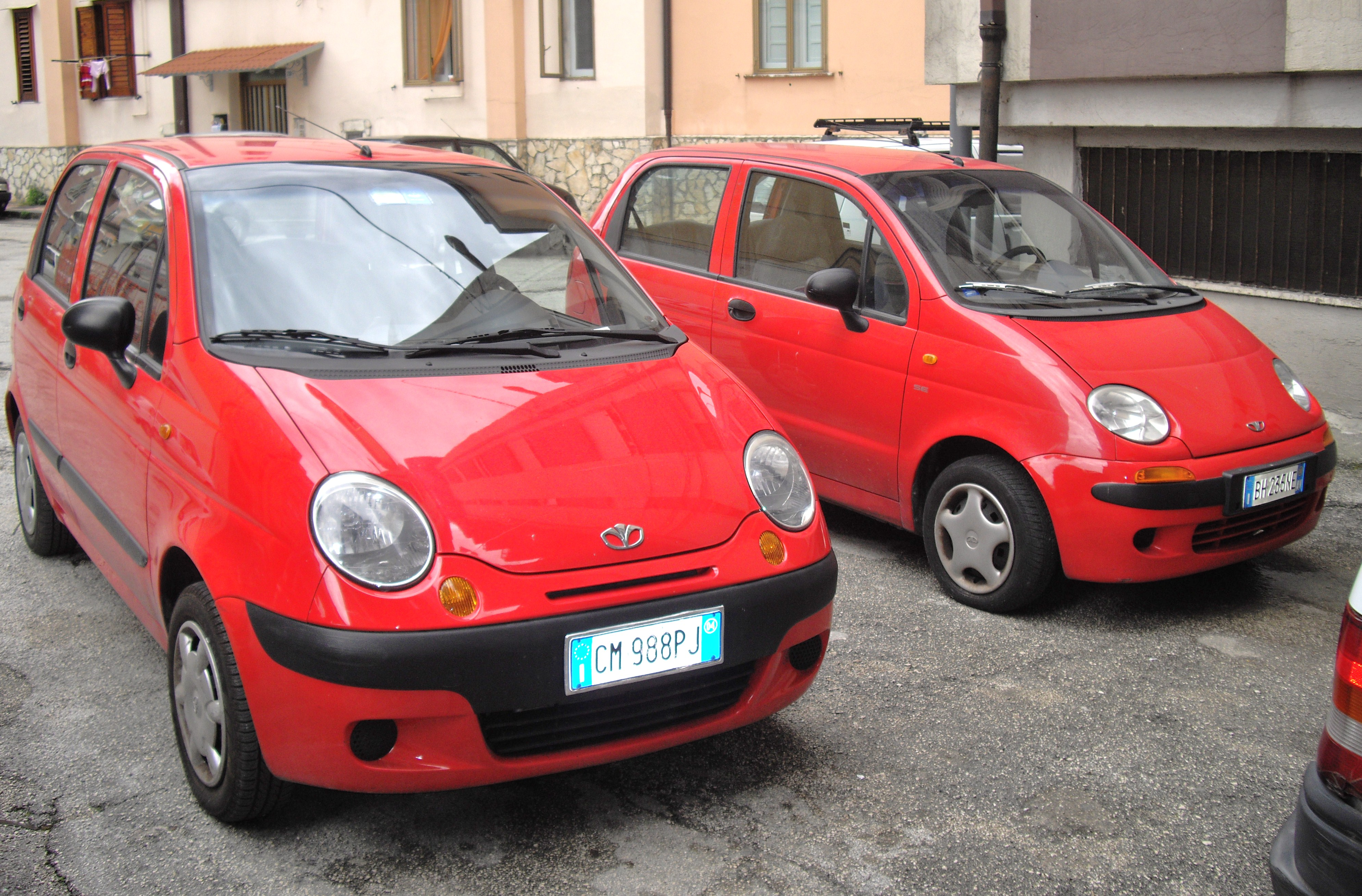
대우 마티즈와 GM대우 마티즈 Ⅱ

## 1세대(M100/M150)

### 대우 마티즈(1998년4월~2000년8월)

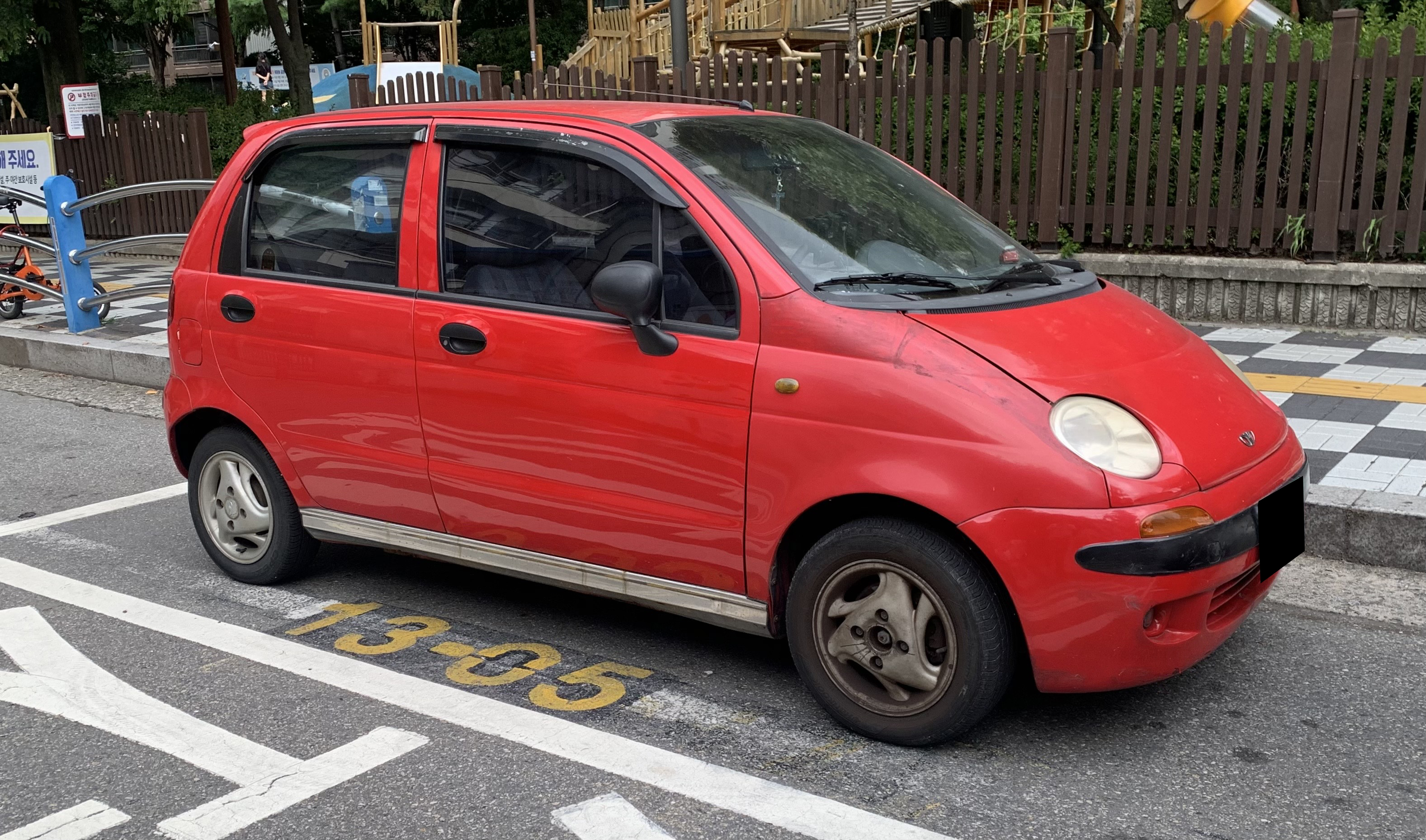
대우 마티즈 정측면

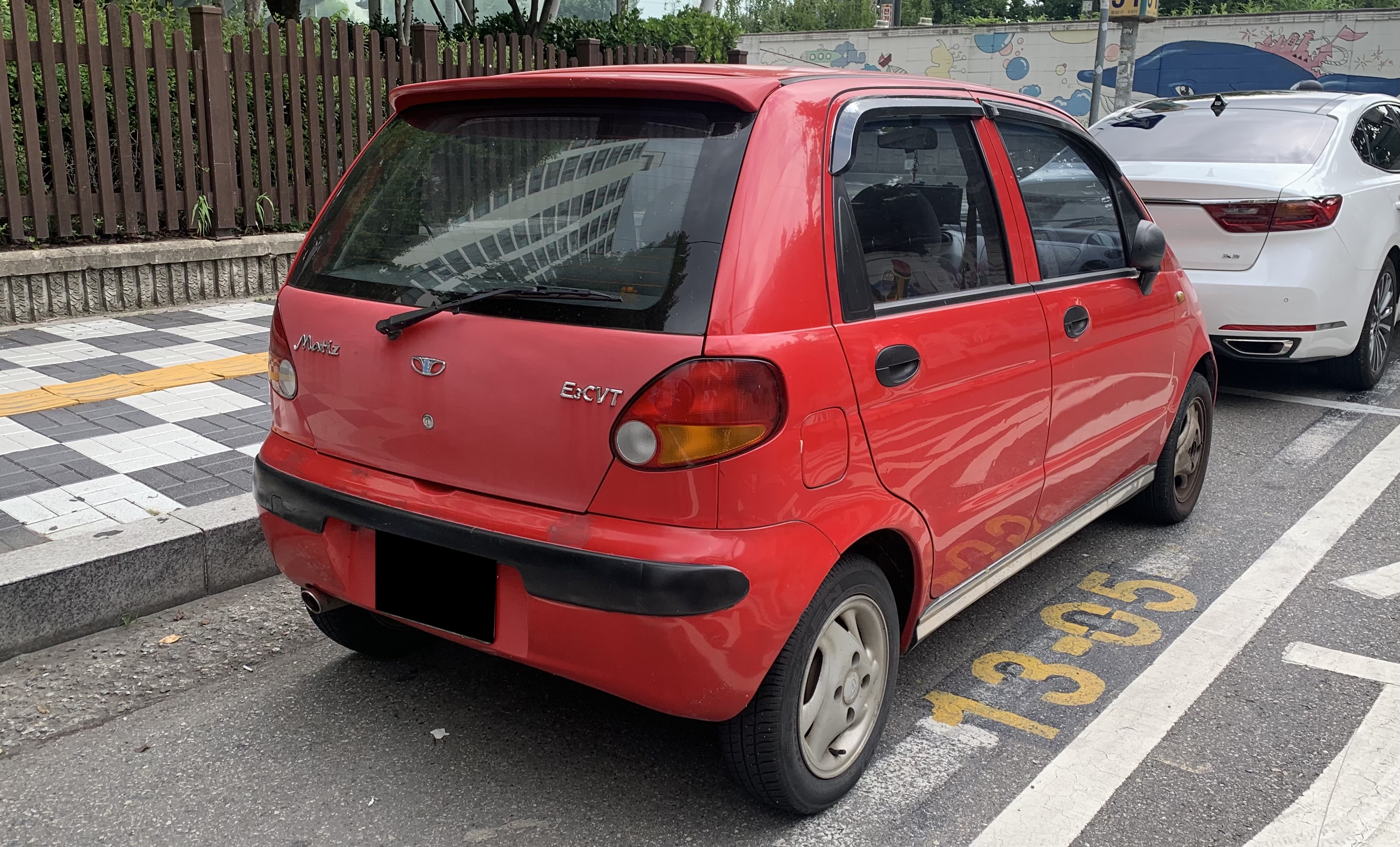
대우 마티즈 후측면

티코의 후속 모델로 1998년 2월 23일 생산공장 준공과 동시에 생산이 시작되어 3월 27일 출시되고 4월 1일에 판매가 시작되었다. 스즈키가 개발한 3기통의 0.8ℓ 엔진의 개량된 버전이 탑재되었다. 원래 디자인은 피아트의 요청에 의하여 조르제토 쥬지아로의 디자인 회사인 이탈 디자인에서 개발하고  1992년에 토리노 모터쇼에 출품되었던 컨셉트 카인 피아트 루치올라의 것이었다. 그러나 피아트가 이러한 디자인은 채택하지 않았고 수년 뒤에 이탈 디자인이 이를 대우자동차에게 팔아 자체적으로 5도어로 만든 것이다. 같은 해 10월 1일에는 월 50대 한정 판매 사양인 디아트가 선보였는데, 디아트는 기존 모델에 없던 고급 사양, 투톤 컬러, 크롬 도금 등이 적용되었다. 1999년에는 전용 바디킷을 장착한 마티즈 스포츠가 발매되었고, 내수 시장 한정으로 CVT가 추가되었다. 하지만 CVT는 엔진의 출력을 감당하지 못해 결함이 너무 잦아져 오너들이 문제를 호소하는 경우가 많았다. 이탈리아에서 최고의 경차, 인도에서 최고의 소형차로 선정되었으며, 영국에서 가장 경제적인 차로 선정되는 등 세계적으로 큰 호평을 받았다. 대한민국에서도 현대 아토스를 제치고 경차 시장의 선두로 자리매김하였고 1998년 한 해 동안 대한민국에서 연간 판매 1위를 기록하기도 하였다.
폴란드에서는 대우-FSO에서 1998년 12월부터 SKD 방식으로 생산을 시작하였고, 내수용 모델로 판매되었다. 2000년에 세계 시장용 모델이 페이스리프트를 거쳤음에도 불구하고 기존 디자인 그대로 판매되었고, 2004년에 FSO로 전환된 이후에도 GM대우로부터 라이선스를 구매해서 2007년 2월까지 생산하였다. 루마니아에서도 1998년부터 오토모빌 크라이오바 S.A.를 통해 생산하였고, 2008년에 미국 포드 모터 컴퍼니의 유럽 지사가 공장을 인수할 때까지 판매되었다. 일본에서는 1999년부터 대우자동차와 야나세가 합작하여 세운 주식회사 마티즈를 통해 수입되었다. 초기에는 우핸들 사양만 판매되었으나, 의외로 좌핸들 사양을 요구하는 소비자들도 많아 좌핸들도 추가되었다. 차체의 크기가 일본의 경차 규격을 완전히 벗어나 소형차로 분류되었지만, 특유의 디자인 덕분에 어느 정도 인기가 있었다.

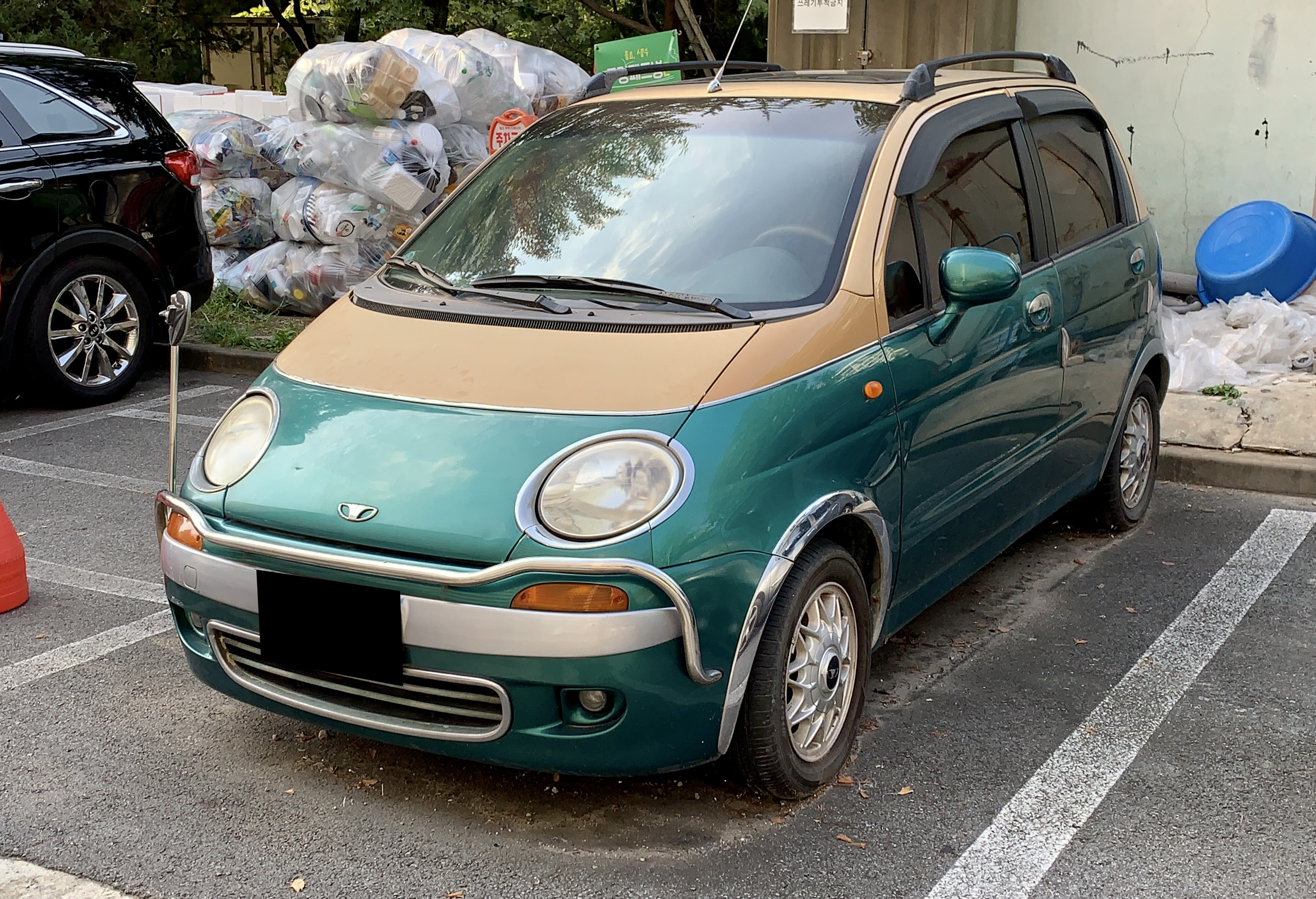
대우 마티즈 디아트 정측면
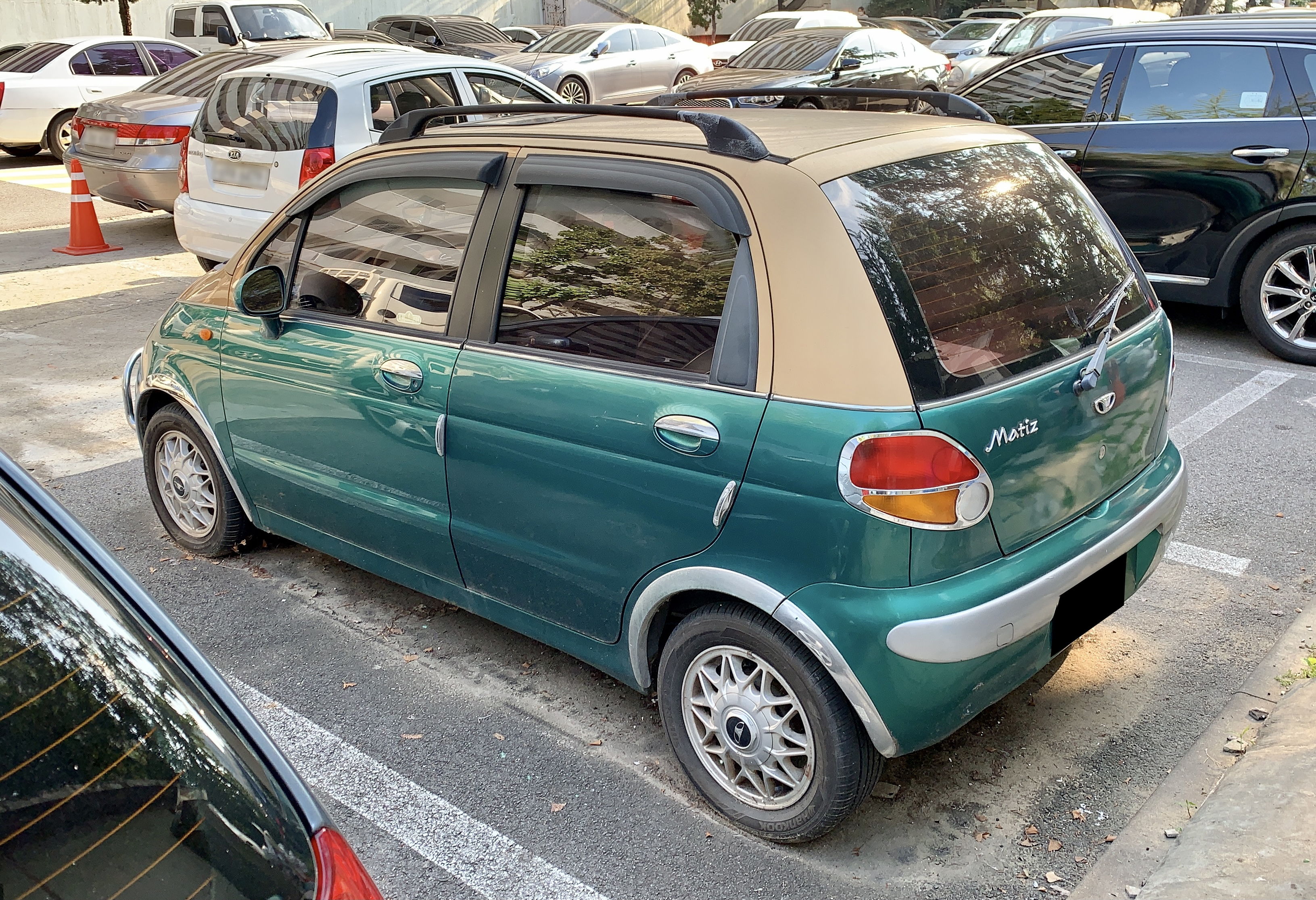
대우 마티즈 디아트 후측면
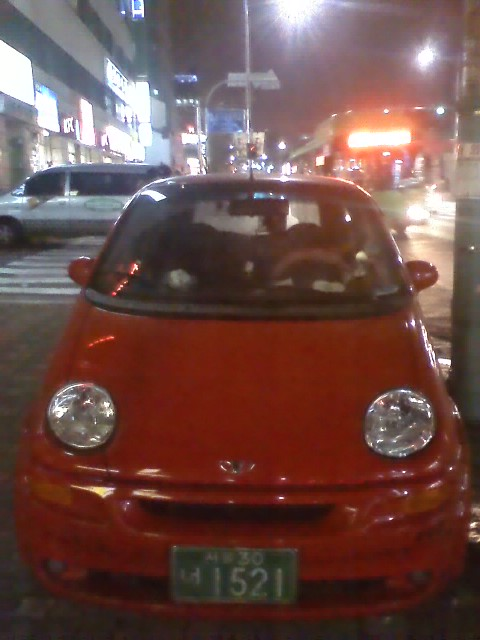
대우 마티즈 스포츠 정면

- 전장(mm): 3,495
- 전폭(mm): 1,495
- 전고(mm): 1,485
- 축거(mm): 2,340
- 윤거(전, mm): 1,315
- 윤거(후, mm): 1,280
- 승차정원: 2명(밴)/5명
- 변속기: 수동 5단/자동 3단/CVT
- 구동형식: 전륜구동

| 구분               | 0.8                                       |
| ------------------ | ----------------------------------------- |
| 엔진 형식          | F8CV                                      |
| 연료               | 가솔린                                    |
| 배기량(cc)         | 796                                       |
| 최고출력(ps/rpm)   | 52/6,000                                  |
| 최대토크(kg*m/rpm) | 7.3/3,500                                 |
| 연비(km/l)         | 22.2(수동 5단)/ 17.1(자동 3단)/ 23.8(CVT) |

### 대우 마티즈 Ⅱ(2000년8월~2005년2월)

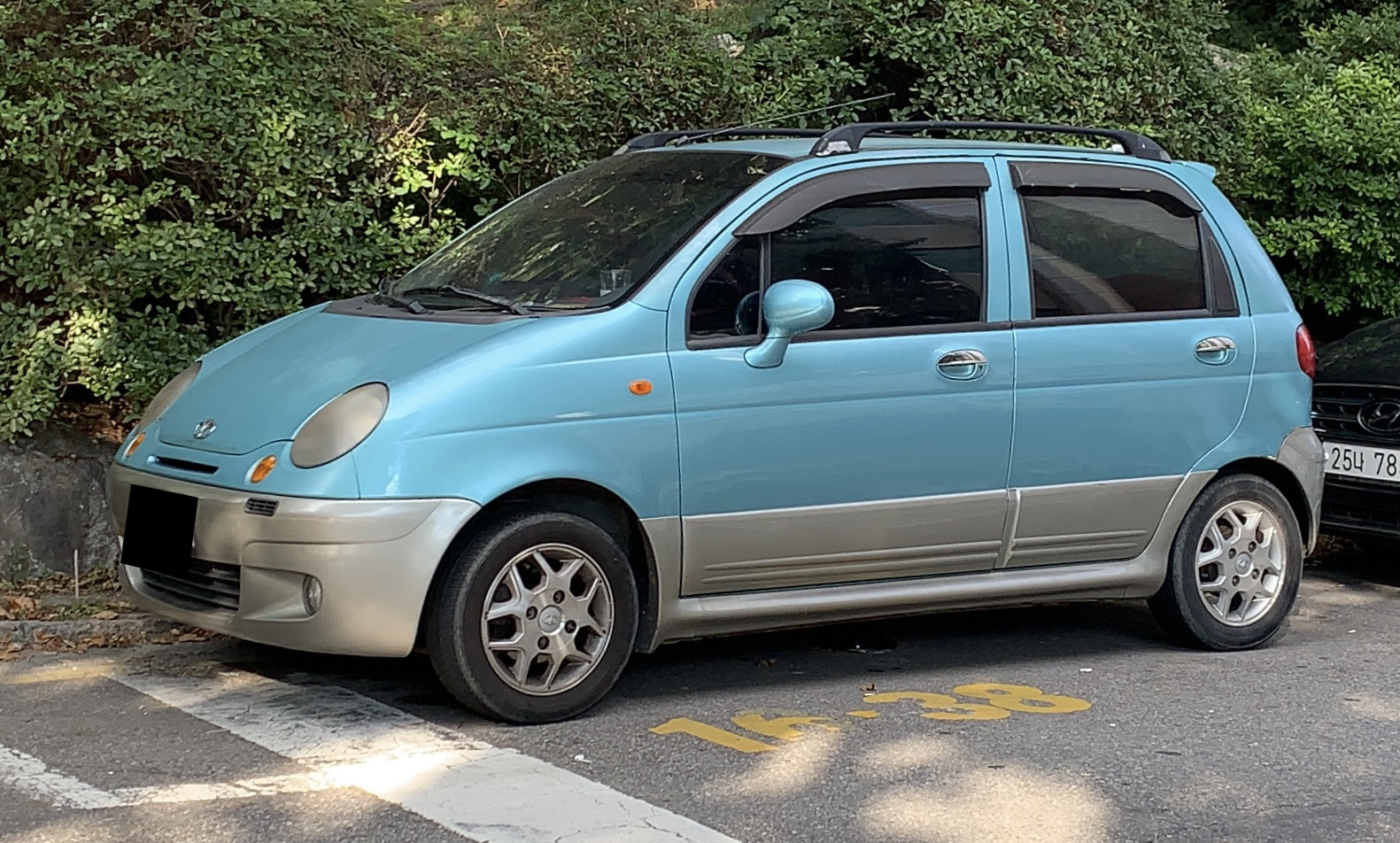
대우 마티즈 II (전기형) 정측면

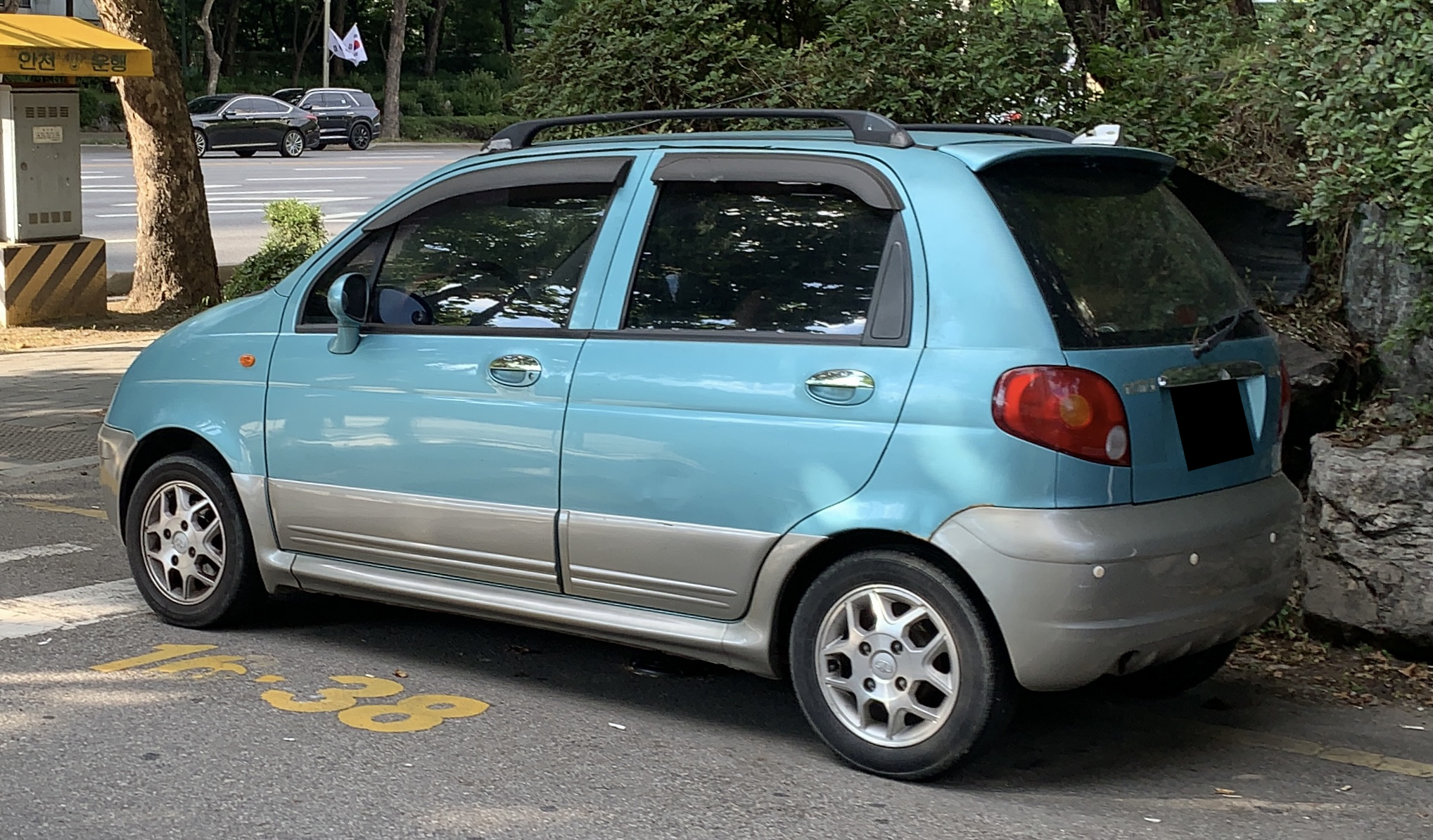
대우 마티즈 II (전기형) 후측면

2000년 8월 11일에 페이스리프트를 거쳤다. 전동식 아웃 사이드미러와 CD 체인저, 운전석 풋레스트, 뒷좌석 파워 윈도우 등이 더해져 편의성을 높였으며, 3단 자동변속기와 5단 반자동변속기는 CVT로 일원화되었다. 그러나 이 CVT로 인하여 갑자기 멈추는 결함이 잦았는데, 2010년 7월 3일에 일어난 인천대교 버스 추락 사고의 원인이 CVT라는 것이 밝혀지면서 논란이 거세졌다. 이후 한국GM에서는 CVT를 무기한 A/S 해주기로 하였다. 2002년 10월 30일에 운전석 에어백이 기본 적용 및 투톤 컬러 바디와 가죽 시트 등을 패키지로 한 컬러 팩을 추가한 2003년형이 출시되었다. 마티즈 Ⅱ가 인기리에 판매되던 2003년에 출시된 중국의 체리 QQ는 마티즈 Ⅱ와 굉장히 흡사하여 GM대우가 소송을 제기하기도 하였다.
우즈베키스탄에서는 대우자동차의 자회사인 우즈대우를 통해 생산하였으며, 2016년에 회사명이 라본으로 바뀐 뒤에도 판매되다가 이후 단종되었다. 중국에서는 초기에 쉐보레 스파크라는 명칭으로 수입하여 판매하였다가, 2010년부터 상해기차와 GM의 합작사인 바오준을 통해 레치라는 명칭으로 2016년까지 현지 생산하였다.

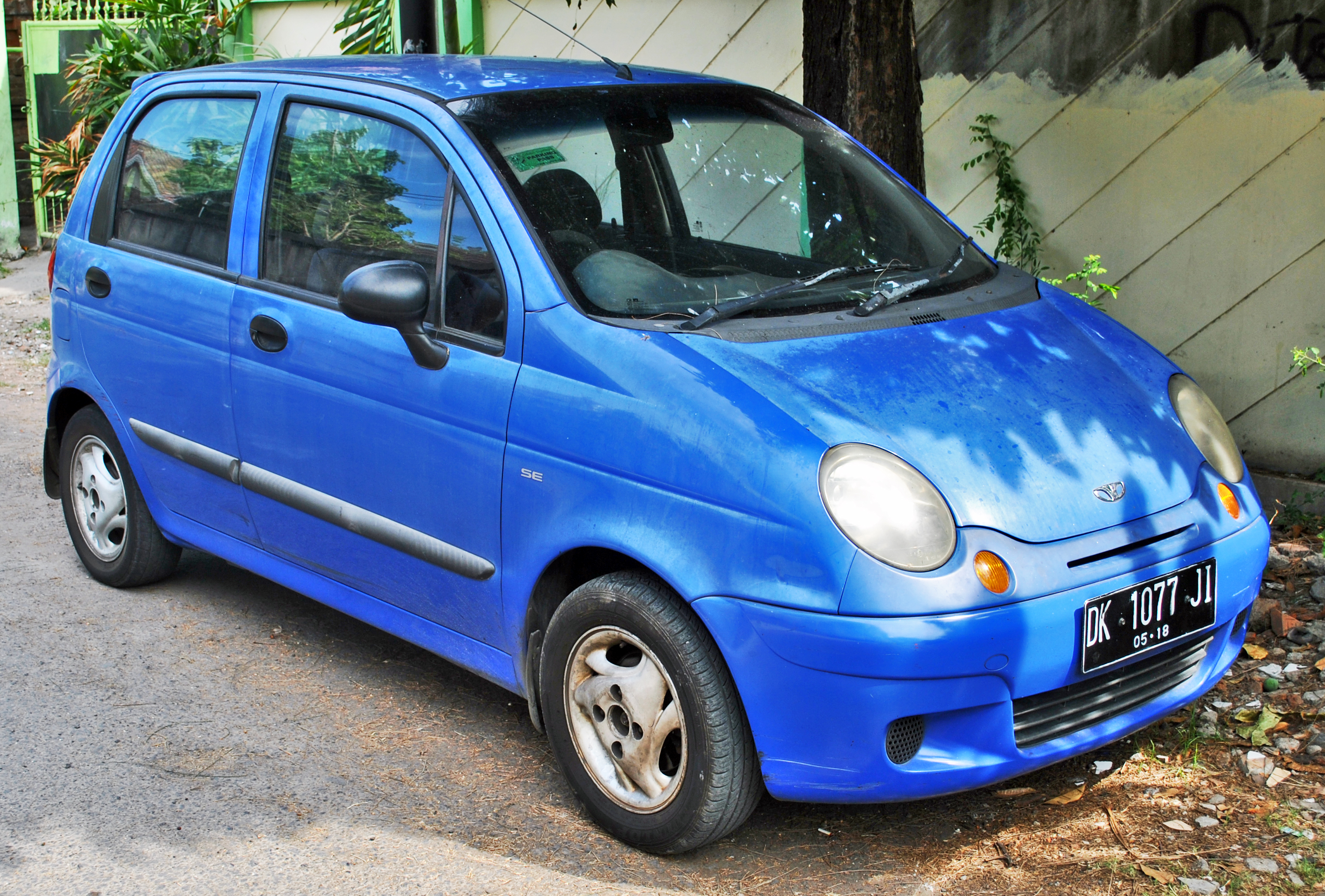
대우 마티즈 II (후기형) 정측면
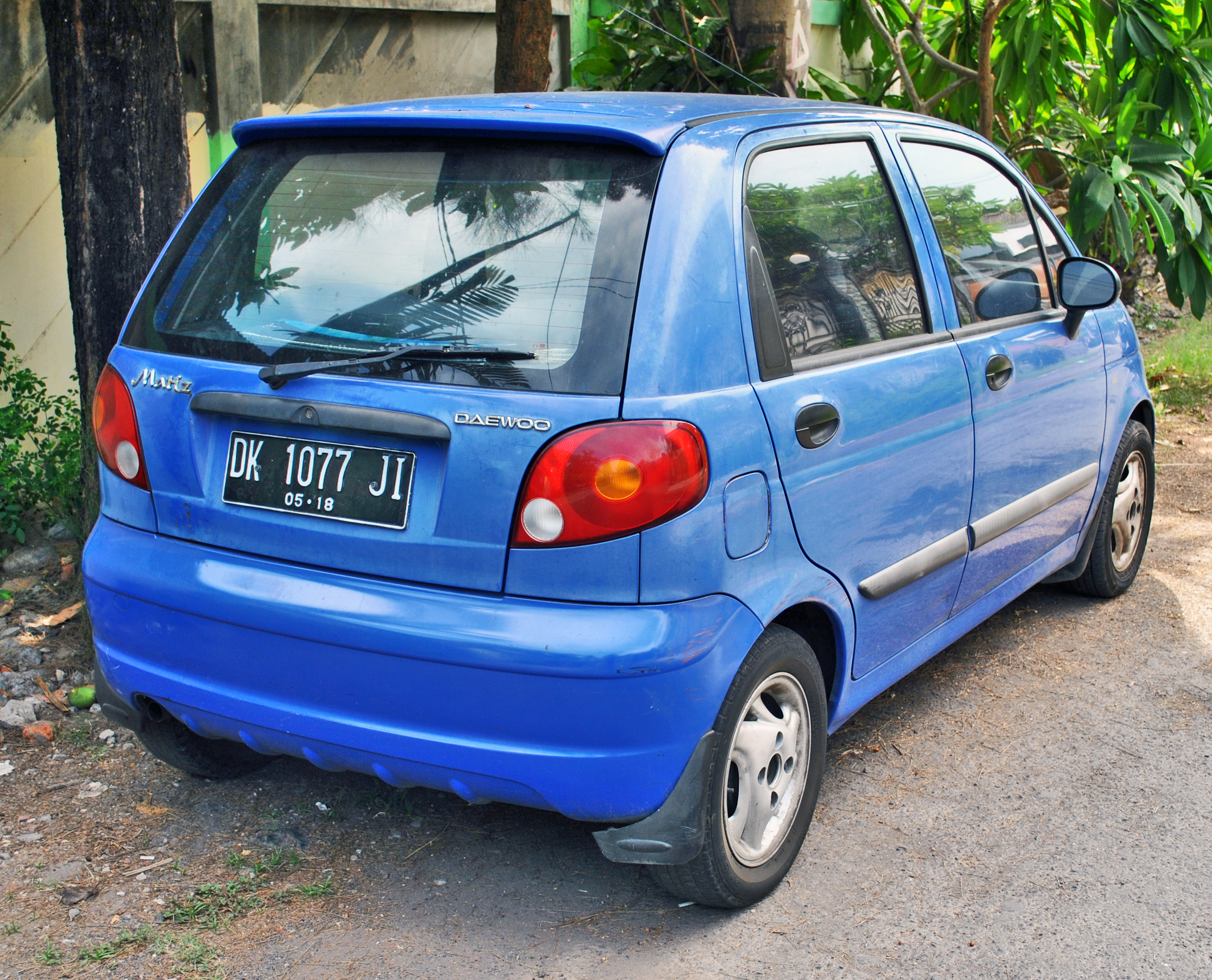
대우 마티즈 II (후기형) 후측면
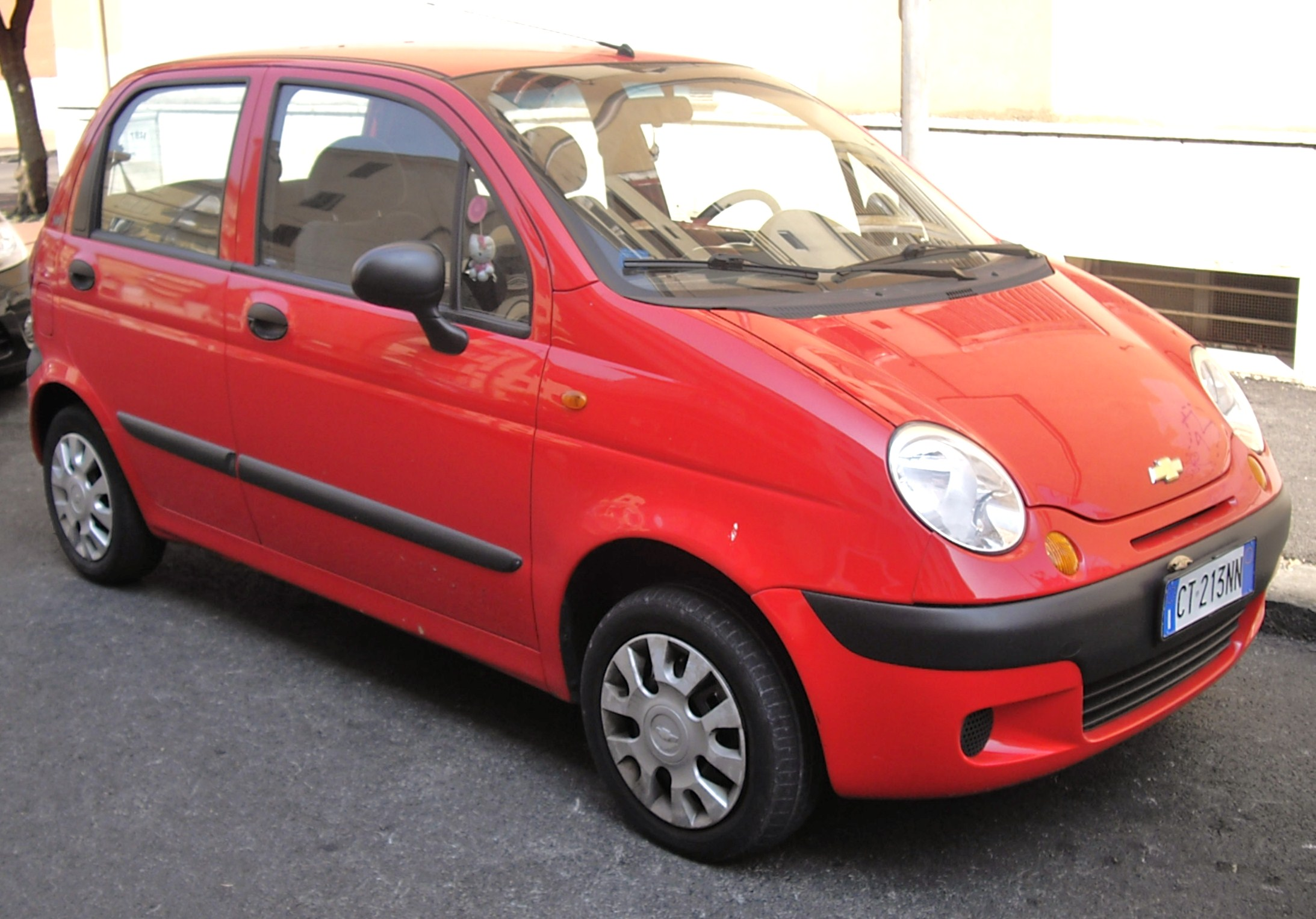
쉐보레 마티즈 II 정측면
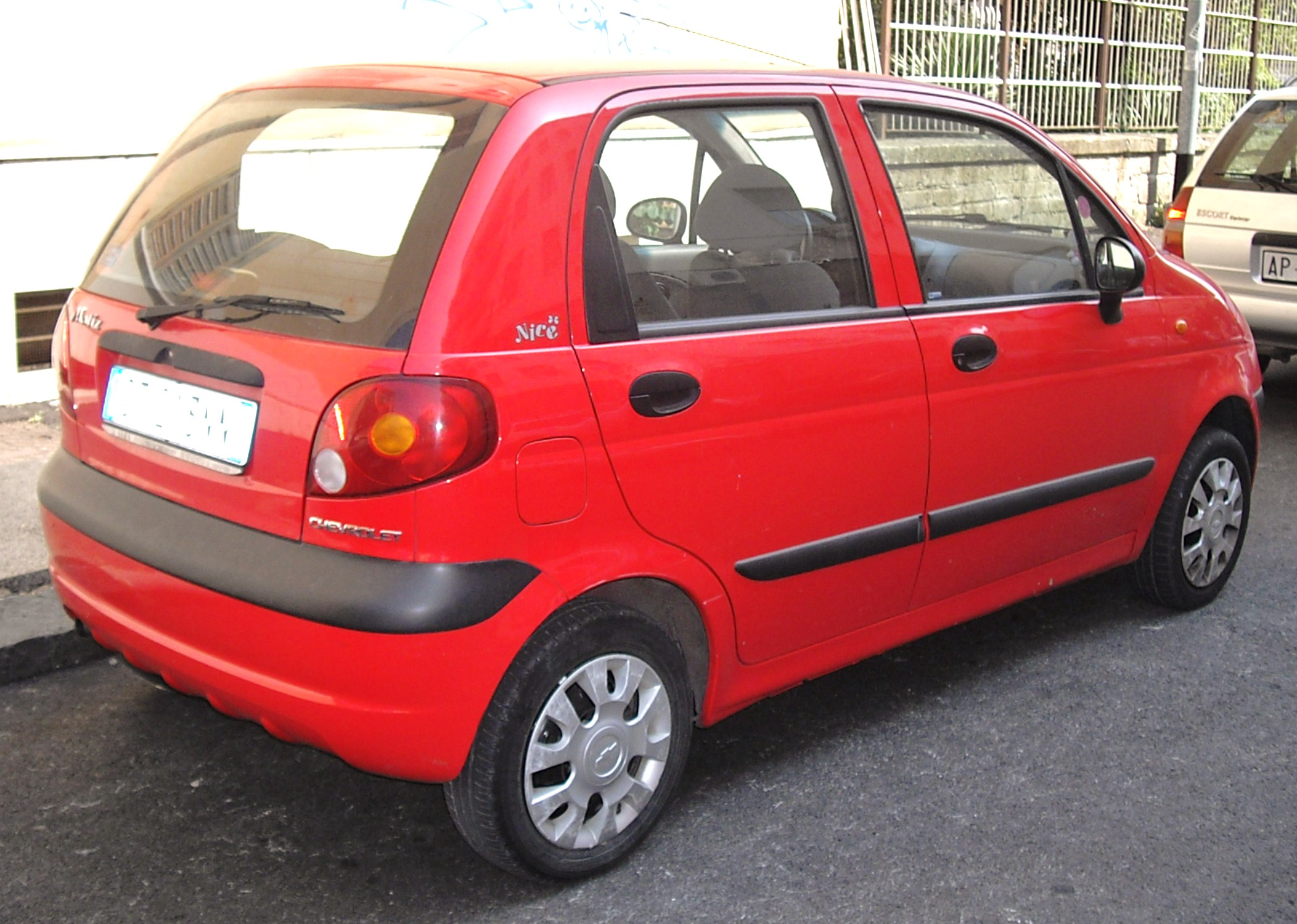
쉐보레 마티즈 II 후측면

- 전장(mm): 3,495
- 전폭(mm): 1,495
- 전고(mm): 1,485
- 축거(mm): 2,340
- 윤거(전, mm): 1,315
- 윤거(후, mm): 1,280
- 승차정원: 2명(밴)/5명
- 변속기: 수동 5단/CVT
- 구동형식: 전륜구동

| 구분               | 0.8                                                         |
| ------------------ | ----------------------------------------------------------- |
| 엔진 형식          | F8CV                                                        |
| 연료               | 가솔린                                                      |
| 배기량(cc)         | 796                                                         |
| 최고출력(ps/rpm)   | 52/6,000                                                    |
| 최대토크(kg*m/rpm) | 7.3/3,500                                                   |
| 연비(km/l)         | 22.2(수동)/ 23.8(CVT) (이후 18.1(수동)/ 17.0(CVT)으로 변경) |

## 2세대(M200/M250)

### GM대우 올 뉴 마티즈(2005년2월~2009년8월)

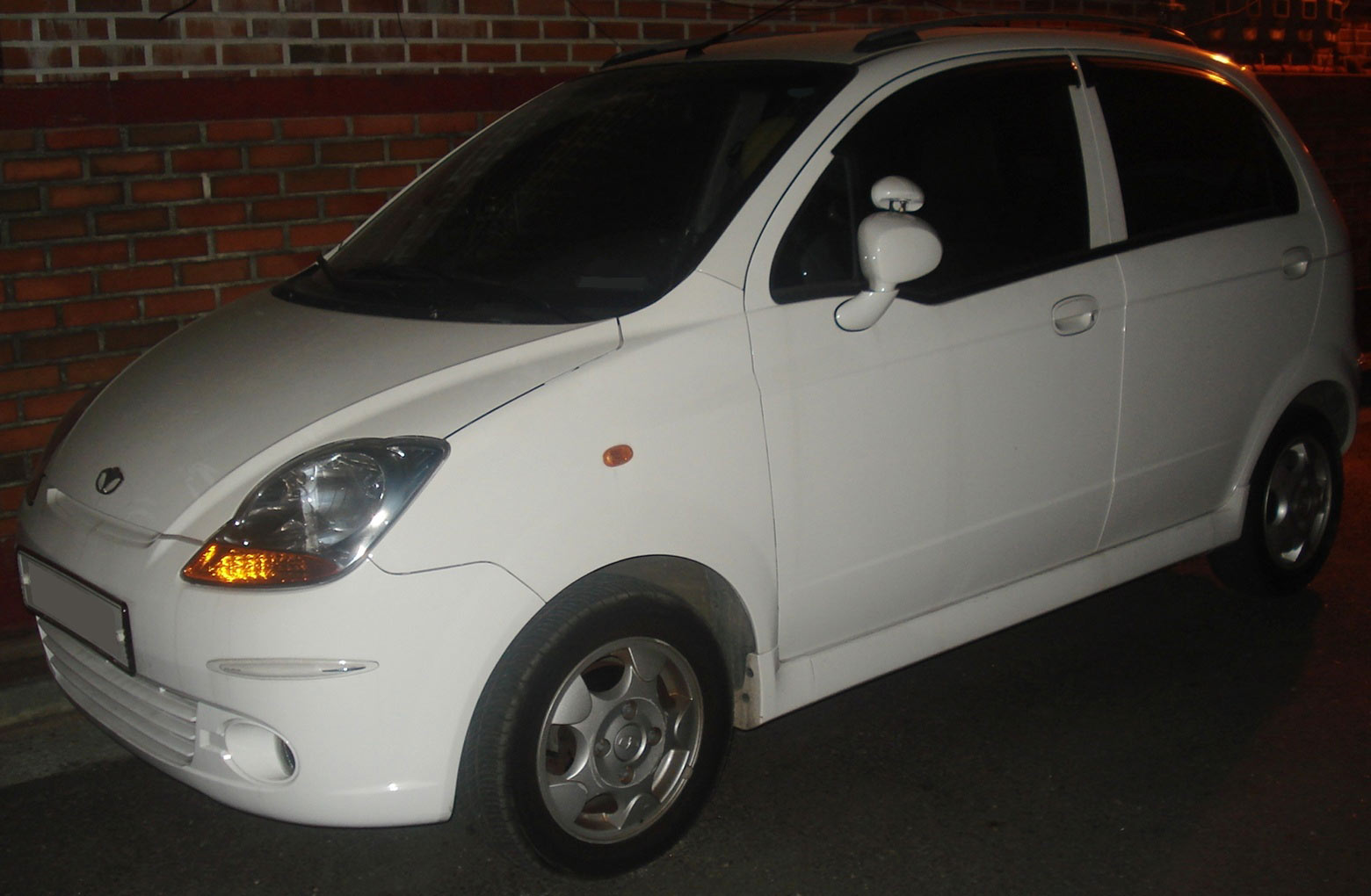
GM대우 올 뉴 마티즈 정측면

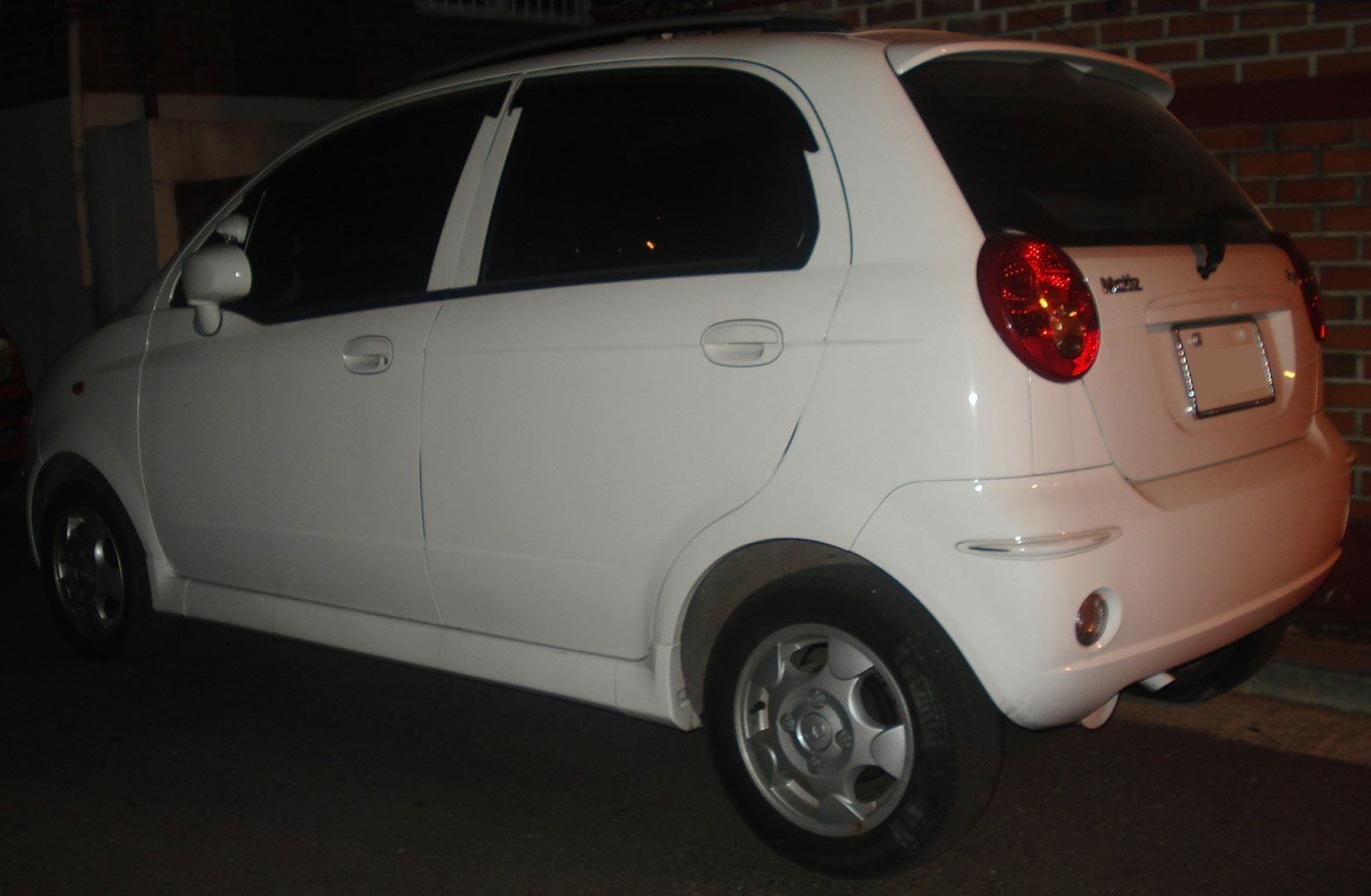
GM대우 올 뉴 마티즈 후측면

2005년 1월 10일 생산이 시작되어 2월 21일에 출시되었으며, 플랫폼을 GM대우가 독자 개발하였다. 차체에 고장력 강판 및 시계추 공법과 사이드 에어백이 새롭게 적용되는 등 안전성을 보다 높였고 동급 최초로 내비게이션과 풀오토 에어컨도 적용되었다. 이전 모델에서 문제가 제기되었던 CVT는 자트코의 4단 자동변속기(JF405E)로 변경되었다. 계기판의 위치가 대시보드 중앙으로 변경되어 운전자의 불필요한 시선 이동을 최소화하였으며, 회전계도 적용되었다. 내수용에서는 0.8ℓ 엔진만 적용되었으나, 수출용에서는 1.0ℓ 엔진도 적용되었다. 2006년 3월 21일에 추가된 컬러 팩 사양은 라디에이터 그릴과 도어 핸들, 안개등 등에 크롬 몰딩을 입혀 한층 고급스럽게 꾸몄다. 그리고 컬러 팩 사양의 프로젝트 명은 M250이었다. 기아 비스토가 단종된 후, 2004년 2월부터 기아 모닝이 경차로 편입되기 직전인 2007년 12월까지 이전에 판매된 마티즈 Ⅱ와 더불어 한동안 대한민국의 경차 시장(경상용차 제외)을 독점하였다. 일본 시장에서는 2006년에 출시되었으며, 0.8L 엔진과 1.0L 엔진을 선택할 수 있었다. 다만 1.0L는 수동변속기 사양만 존재하였다.

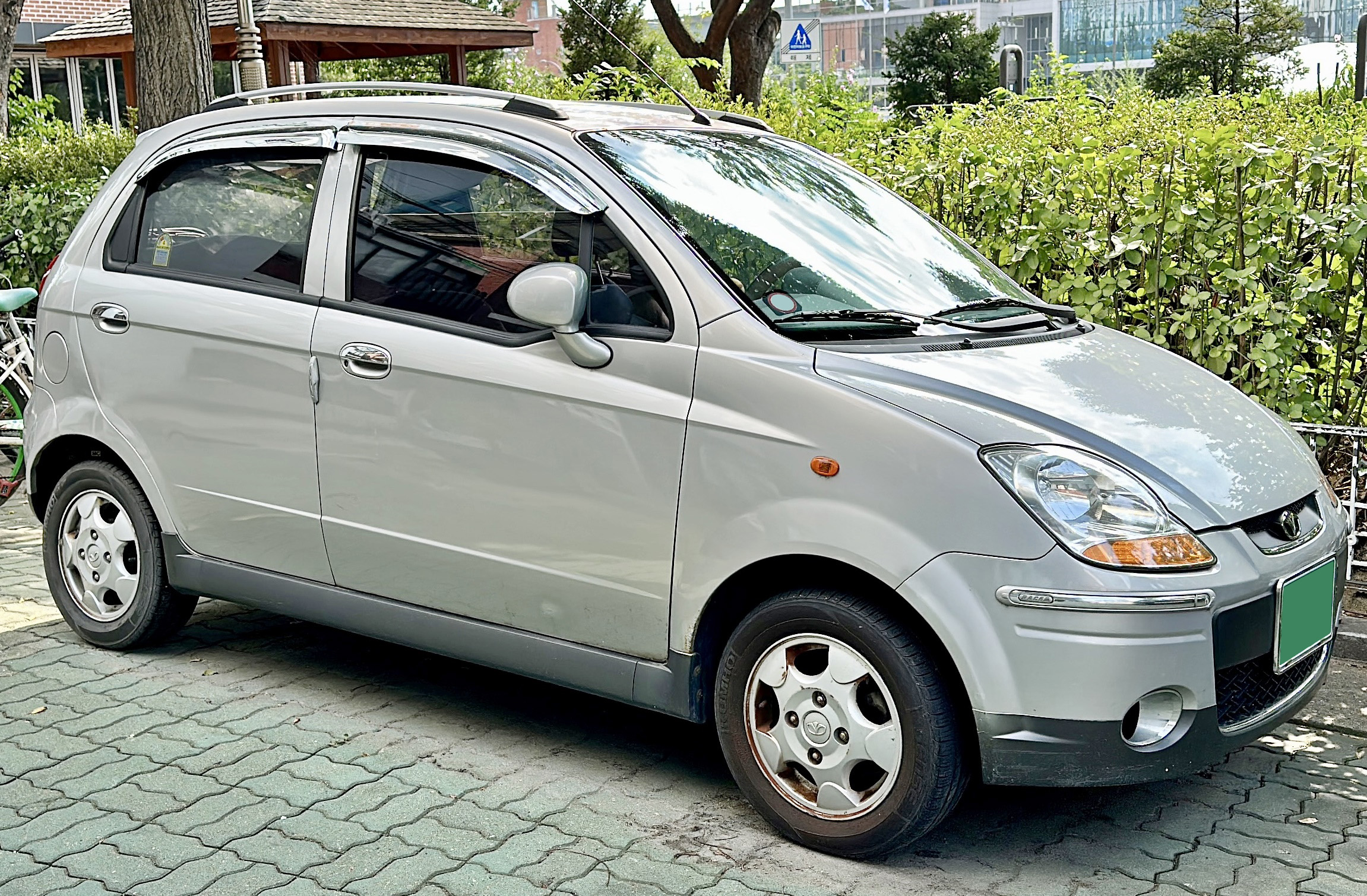
GM다우 올 뉴 마티즈 (컬러팩) 정측면
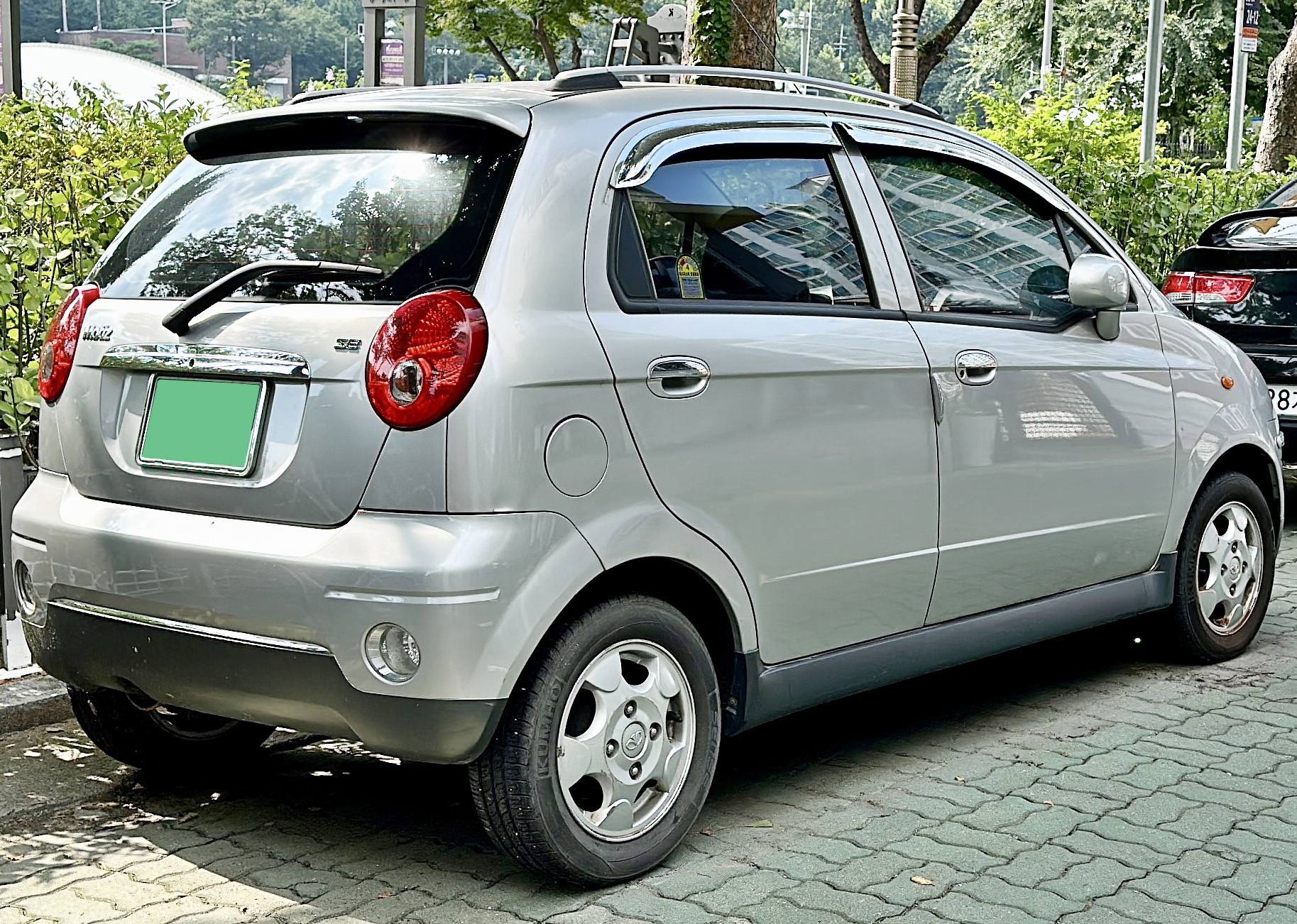
GM다우 올 뉴 마티즈 (컬러팩) 후측면

- 전장(mm): 3,495
- 전폭(mm): 1,495
- 전고(mm): 1,500
- 축거(mm): 2,345
- 윤거(전, mm): 1,310
- 윤거(후, mm): 1,275
- 승차정원: 2명(밴)/5명
- 변속기: 수동 5단/자동 4단
- 구동형식: 전륜구동

| 구분               | 0.8                            |
| ------------------ | ------------------------------ |
| 엔진 형식          | A08S3                          |
| 연료               | 가솔린                         |
| 배기량(cc)         | 796                            |
| 최고출력(ps/rpm)   | 52/6,000                       |
| 최대토크(kg*m/rpm) | 7.3/4,400                      |
| 연비(km/l)         | 20.9(수동 5단)/ 16.6(자동 4단) |

### GM대우 마티즈 클래식(2009년8월~2011년1월)

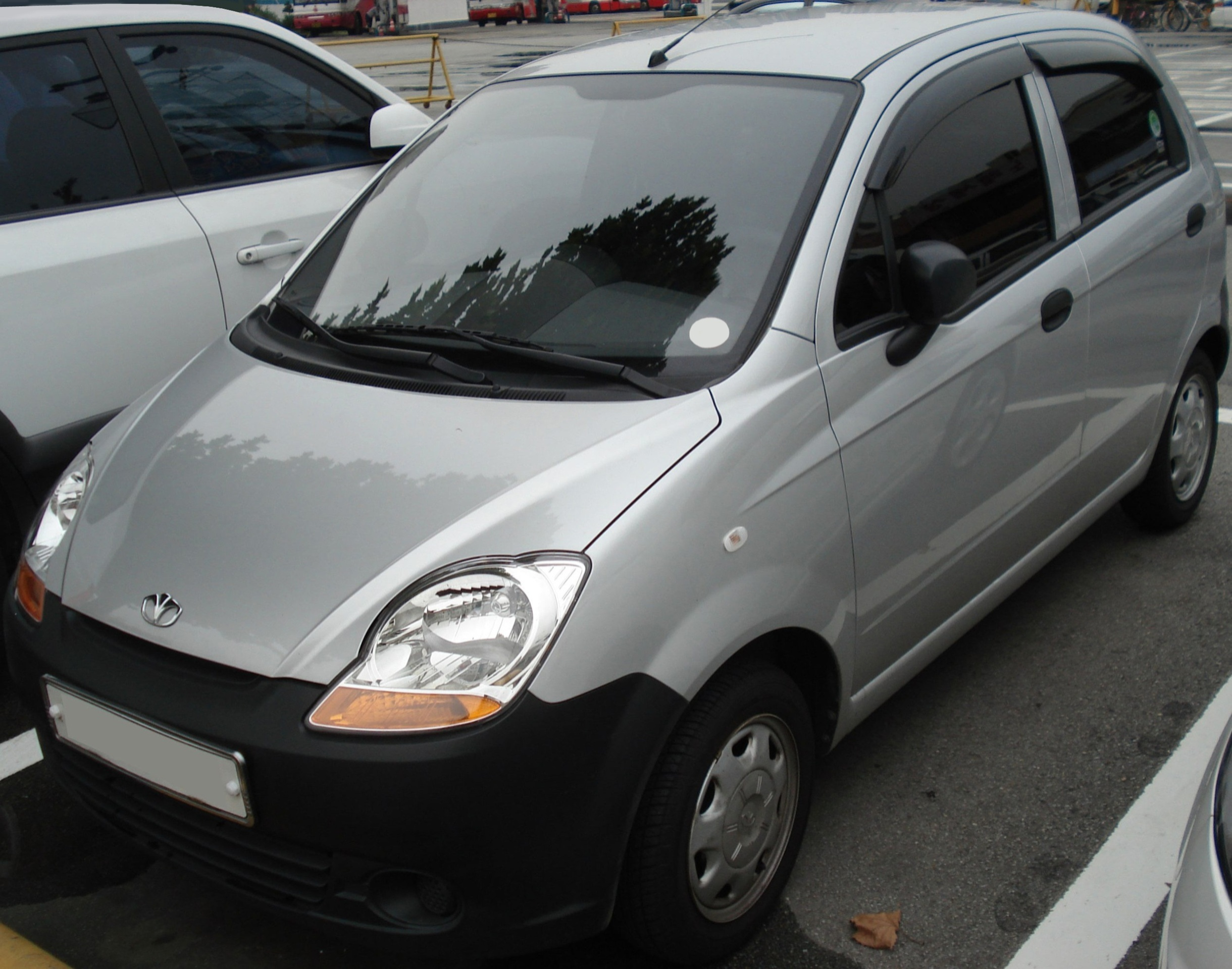
GM대우 마티즈 클래식 정측면

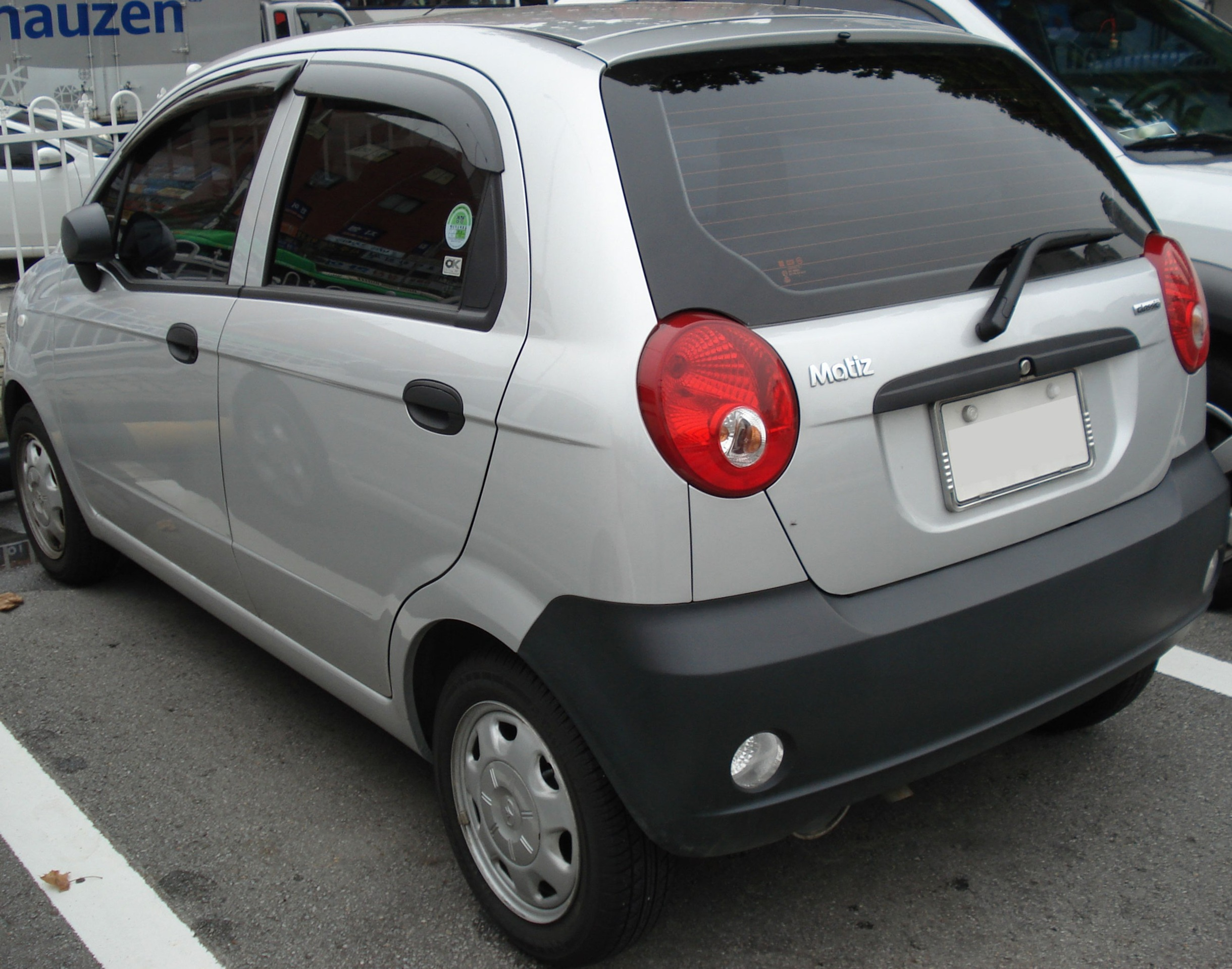
GM대우 마티즈 클래식 후측면

2009년 8월에 마티즈 크리에이티브가 출시되었으나, 올 뉴 마티즈는 단종되지 않았다. 대신에 편의 사양을 대폭 없애고, 가격을 낮추어 마티즈 클래식으로 개명한 후에 저가형으로 병행 생산·판매되었다. 밴은 2010년 9월 30일에, 승용은 이듬해인 2011년 1월 31일에 단종되었다.
- 전장(mm): 3,495
- 전폭(mm): 1,495
- 전고(mm): 1,500
- 축거(mm): 2,345
- 윤거(전, mm): 1,310
- 윤거(후, mm): 1,275
- 승차정원: 2명(밴)/5명
- 변속기: 수동 5단/자동 4단
- 구동형식: 전륜구동

| 구분               | 0.8                    |
| ------------------ | ---------------------- |
| 엔진 형식          | A08S3                  |
| 연료               | 가솔린                 |
| 배기량(cc)         | 796                    |
| 최고출력(ps/rpm)   | 52/6,000               |
| 최대토크(kg*m/rpm) | 7.3/4,400              |
| 연비(km/l)         | 20.9(수동)/ 16.6(자동) |

## 3세대(M300)

### GM대우 마티즈 크리에이티브(2009년8월~2011년3월)

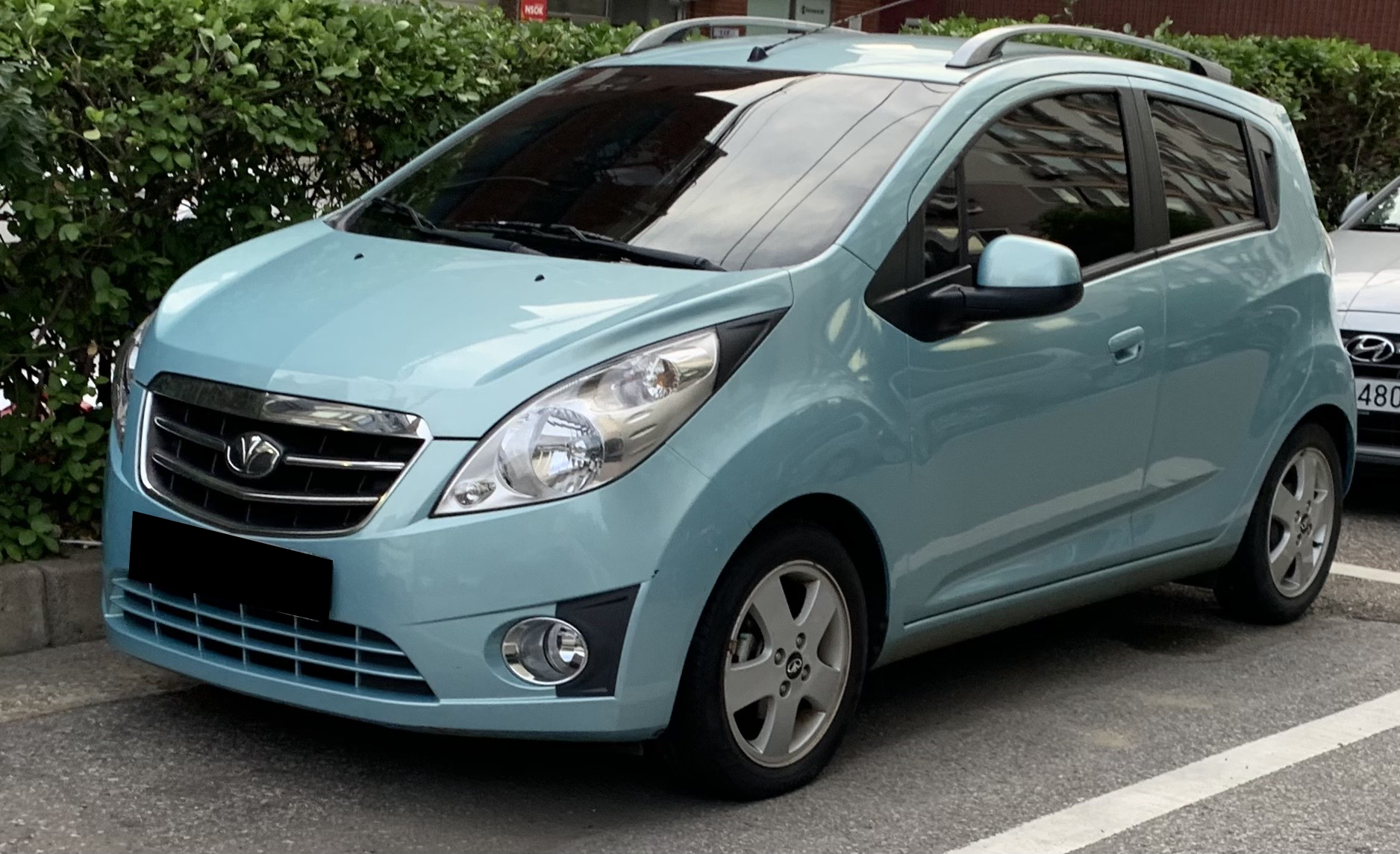
GM대우 마티즈 크리에이티브 정측면

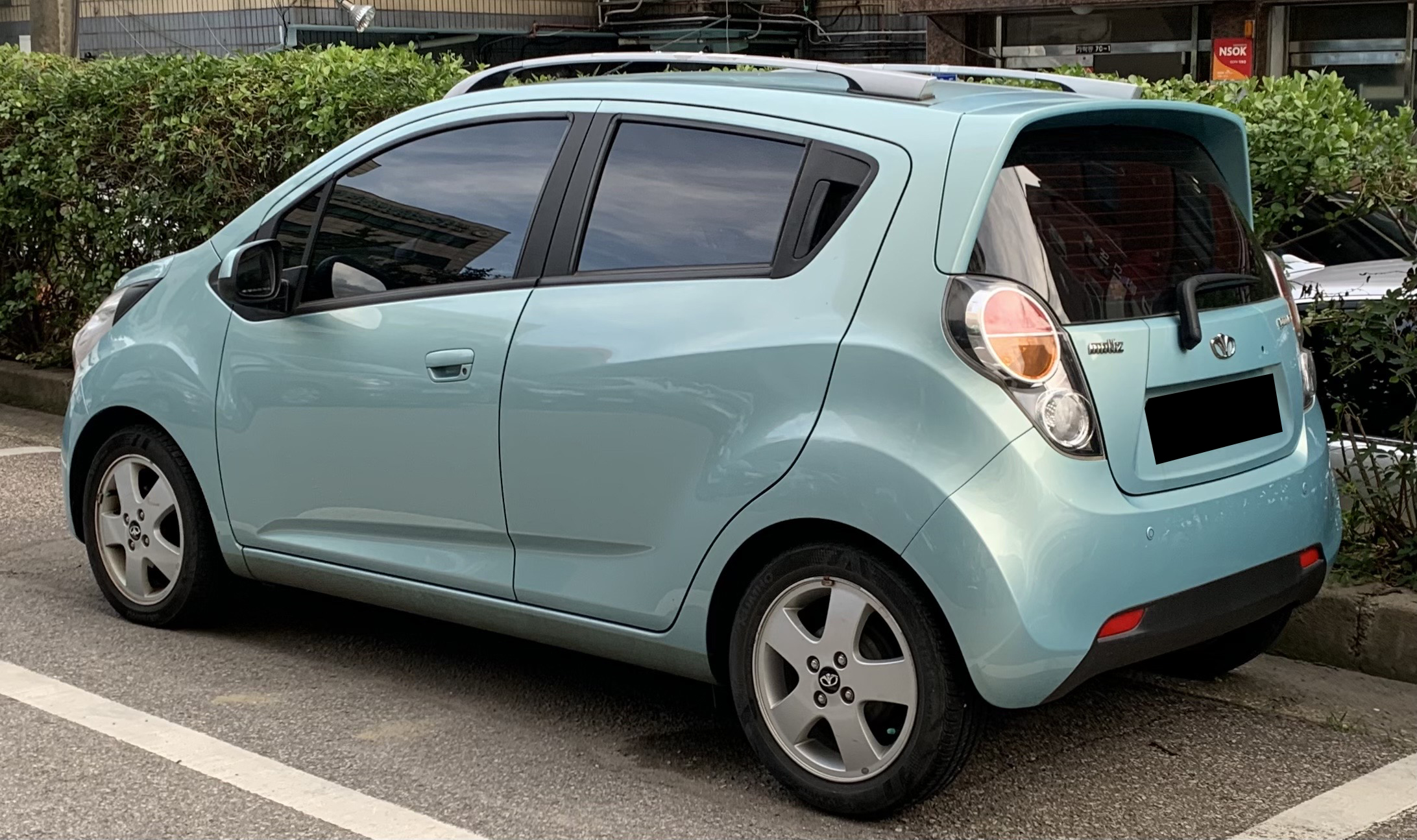
GM대우 마티즈 크리에이티브 후측면

대한민국에서는 2009년에 서울 모터쇼에서 처음 공개되어 2009년 8월 19일에 출시되었다. 엔진은 1.0리터로 바뀌었고, 4단 자동변속기는 여전히 자트코의 JF405E가 적용됐다. 동급 최초로 사이드 에어백이 적용되었고, 고급차에서 사용하던 차체 하부의 H 스파이더 타입 바 B필러 TWB 공법, 초고장력 강판 등을 사용하여 안전성을 더욱 더 향상시켰다. CDP & MP3/AUX & USB 오디오가 적용되었고, 대한민국에서 처음으로 오토바이에서 영감을 얻은 일루미네이션 미터를 첫 적용하였다. 보험개발원 자동차기술연구소가 실시한 40% 옵셋 충돌 테스트에서 더미의 가슴(2등급)을 제외한 모든 항목에서 1등급을 받아 기아 모닝(1세대)을 압도하였다. 2008년부터 바뀐 대한민국 경차 기준에 맞게 성능과 크기가 확대되었다. LPGi 엔진은 2010년 3월에 출시가 되었으나, 실제 출고는 같은 해 6월부터 시작되었다. 또한 동급 최초로 듀얼 에어백은 물론 1열 사이드 에어백까지 모든 트림에 기본 적용하였으며, 5단 수동변속기를 추가하였다. 같은 해 7월에는 대한민국산 승용차 최초로 핑크 컬러(모나코 핑크)를 추가하였다. 2011년 3월에는 판매 회사명이 GM대우에서 한국지엠으로 바뀌고, 쉐보레 브랜드로 판매함에 따라 대한민국에서도 해외에서의 차명과 같은 쉐보레 스파크로 통합하고, GM대우 전용 그릴에서 쉐보레(흰 바가 있는) 그릴로 변경하였다.
- 전장(mm): 3,595
- 전폭(mm): 1,595
- 전고(mm): 1,520/1,550(루프랙 적용시)
- 축거(mm): 2,375
- 윤거(전, mm): 1,410
- 윤거(후, mm): 1,417
- 승차정원: 2명(밴)/5명
- 변속기: 수동 5단/자동 4단
- 구동형식: 전륜구동

| 구분               | 1.0 가솔린             | 1.0 LPGi               |
| ------------------ | ---------------------- | ---------------------- |
| 엔진 형식          | B10D1                  | LB10D1                 |
| 연료               | 가솔린                 | LPG                    |
| 배기량(cc)         | 995                    | 995                    |
| 최고출력(ps/rpm)   | 70/6,400               | 65/6,400               |
| 최대토크(kg*m/rpm) | 9.4/4,800              | 9.3/4,800              |
| 연비(km/l)         | 21.0(수동)/ 17.0(자동) | 17.0(수동)/ 13.6(자동) |

## 역대 슬로건

### 1세대(M100/M150)
- 큰차비켜라! (대우 마티즈)
- 빈틈없다 단단하다 (대우 마티즈)
- 고질라 비켜라 (대우 마티즈)
- 덩치 비켜라! (대우 마티즈)
- 세상을 사로잡은 기술 (대우 마티즈 스포츠, 대우 마티즈)
- 세상을 사로잡은 차 (대우 마티즈)
- nice change! (대우 마티즈 Ⅱ)
- 젊은 선택! (GM대우 마티즈 Ⅱ)
- 경차특권 (GM대우 마티즈 Ⅱ)

### 2세대(M200/M250)
- 선택은 하나! (GM대우 올 뉴 마티즈)
- colorful driving (GM대우 올 뉴 마티즈)
- Driving ☆ Star (GM대우 올 뉴 마티즈)

### 3세대(M300)
- 상상력, 마티즈가 되다 (GM대우 마티즈 크리에이티브)
- Super Safety (GM대우 마티즈 크리에이티브)

## 관련 차량
- 쉐보레 스파크

## 라인업

### 1세대
마티즈
- 밴
- MS
- MD
- Sport
- d'ARTS

마티즈 Ⅱ
- 밴
- MS
- ME
- MD
- MX
- BEST
- DIAMOND

### 2세대
올 뉴 마티즈
- 밴
- City
- SX Orange Edition
- SX Star Edition
- Joy
- Super

마티즈 클래식
- 밴
- 일반형
- 고급형

### 3세대
마티즈 크리에이티브
- 밴(가솔린)
- Pop(가솔린, LPGi)
- Jazz(가솔린, LPGi)
- Groove(가솔린, LPGi)